# Голдинское сельское поселение
Голдинское сельское поселение — муниципальное образование в Михайловском районе Рязанской области России.
Создано законом Рязанской области от 7 октября 2004 года.
Глава муниципального образования: Ипаткин Иван Иванович (Дата избрания — 08.09.2013).

## Население
| 2010  | 2012  | 2013  | 2014  | 2015  | 2016  | 2017  |
| ----- | ----- | ----- | ----- | ----- | ----- | ----- |
| 1540  | ↗1606 | ↗1704 | ↗1750 | ↗1769 | ↘1746 | ↘1736 |
| 2018  | 2019  | 2020  | 2021  |       |       |       |
| ↘1664 | ↘1615 | ↘1603 | ↘1595 |       |       |       |

## Населённые пункты
В сельское поселение входят 11 населённых пунктов:
| №  | Населённый пункт                              | Тип населённого пункта | Население |
| -- | --------------------------------------------- | ---------------------- | --------- |
| 1  | Барановка                                     | деревня                | 12        |
| 2  | Большая Дорогинка                             | деревня                | ↘1        |
| 3  | Голдино                                       | село                   | ↗870      |
| 4  | Голдино                                       | посёлок станции        | 29        |
| 5  | Киндяково                                     | деревня                | ↘15       |
| 6  | Малая Дорогинка                               | деревня                | ↗13       |
| 7  | Малинки                                       | село                   | ↘313      |
| 8  | отделения «Возрождение» совхоза «Калининский» | посёлок                | 112       |
| 9  | Павелково                                     | деревня                | ↘138      |
| 10 | Покровское 2                                  | село                   | ↘34       |
| 11 | Рябцево                                       | деревня                | ↘3        |